# Mulanur
Mulanur é uma panchayat (vila) no distrito de Erode, no estado indiano de Tamil Nadu.

## Geografia
Mulanur está localizada a 10° 46′ N, 77° 43′ L. Tem uma altitude média de 238 metros (780 pés).

## Demografia
Segundo o censo de 2001,  Mulanur  tinha uma população de 11,903 habitantes. Os indivíduos do sexo masculino constituem 50% da população e os do sexo feminino 50%. Mulanur tem uma taxa de literacia de 61%, superior à média nacional de 59.5%: a literacia no sexo masculino é de 71% e no sexo feminino é de 50%. Em Mulanur, 8% da população está abaixo dos 6 anos de idade.